# Christopher Knight
Christopher Knight é um ator estadunidense.